# Lennart Ginman

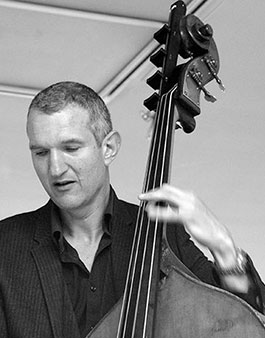
Lennart Ginman (2009)

Lennart Ginman (* 2. März 1960) ist ein dänischer Musiker (Bassist, Komponist), der vornehmlich im Bereich des Modern Jazz tätig ist.

## Leben und Wirken
Ginman debütierte Mitte der 1970er Jahre als Sänger und Gitarrist, bevor er zum Bass wechselte. Seine ersten professionellen Auftritte hatte er zwischen 1982 und 1984 in Kopenhagen mit der Joe Banks Blues Band und dem Saxophonisten Joe Pender.
1986 gründete er die Band Page One, mit der er im Folgejahr in Deutschland, Frankreich und Kanada auftrat und 1988 sein erstes Album als Bandleader aufnahm. Nach zwei weiteren Alben mit der Band entstanden 1995 zwei Alben mit Cæcilie Norby für Blue Note Records. Im gleichen Jahr erhielt er den JASA-Preis, den Preis der dänischen Jazzkritik.
Seit 1997 arbeitete Ginman mit Steen Jørgensen zusammen. Ihr Album Ginman/Jørgensen wurde 1998 das dänische „Jazzalbum des Jahres“. 2000 komponierte Ginman das Musical Snedronningen (Die Schneekönigin) und veröffentlichte das gleichnamige Album bei Sony/Columbia. 2001 komponierte er die Musik für die Tanzproduktion der venezolanischen Choreographin Sara Gebran Fantasy of Boredom Dummies. Ebenfalls zwischen 2000 und 2002 entstand die Musik für die 25-teilige Fernsehkrimi-Reihe Skjulte Spor.
Seit 2001 entstanden mit Lisa Rosenmeier Projekte wie House of Love (2001), The Extended Now (2002), A Temporal Twin (2003) und Black Circle (2003). 2003 spielte das Trio GinmanBlachmanDahl als erste europäische Band zwei Alben beim amerikanischen Label Verve Records ein.
2004 gab Ginman mit seiner neuen Band Ginman de Luxe (u. a. mit Ho Hoai Anh und dem DJ Track72) Konzerte in Vietnam. Beim „Copenhagen Jazzfestival“ trat er mit der Band und dem japanischen DJ Tatsuki Oshima auf. Seit 2006 arbeitet er mit Jimmy Jørgensen auf dem Gebiet der Fusion von Jazz und elektronischer Musik; 2007 entstand das Album Deep.
Als Sideman arbeitete Ginman u. a. mit Lee Konitz, Clark Terry, Benny Golson, Art Farmer, Harry Sweets Edison, Duke Jordan, Randy Brecker, Wild Bill Davison, John Taylor, Johnny Griffin, Jim McNeely, Horace Parlan, Slim Gaillard, Kenny Werner, Scott Hamilton, Al Foster, Keith Copeland, Mike Clark, Herlin Riley, Adam Nussbaum und Billy Hart. 2009 erhielt er den Ben Webster Prize.

## Diskographische Hinweise
- Beatin’ Bop, 1988
- 1991 mit Kirk Lightsey, 1990
- Live At Ronnie Scotts, 1991
- Ginman/Jørgensen, 1998
- Snedronningen, 2000
- GinmanBlachmanDahl: The Library Bar Concerts, 2003
- GinmanBlachmanDahl, 2004
- Uffe Steen / Adam Nussbaum / Lennart Ginman Dust in My Coffee, 2005
- Deep, 2007
- The Color of Dark mit Eivør, 2014